# Natriumsulfide
Natriumsulfide (Na2S) is het sulfide van natrium. De stof komt voor als witte tot gele, hygroscopische kristallen met een kenmerkende geur, die goed oplosbaar zijn in water. Dit zout kan voorkomen als een anhydraat (Na2S), als een pentahydraat (Na2S · 5 H2O) of als een nonahydraat (Na2S · 9 H2O).

## Synthese
Natriumsulfide wordt industrieel bereid door een carbothermische reductie van natriumsulfaat:
{\displaystyle {\ce {Na2SO4 + 4C -> Na2S + 4CO}}}
In een laboratorium kan het watervrije zout worden gevormd door een reductie van zwavel met natrium in een ammoniakoplossing:
{\displaystyle {\ce {16Na + S8 -> 8Na2S}}}

## Toepassingen
Natriumsulfide kent toepassingen in de leerlooierij als ontharingsmiddel, in de mijnbouw bij ertsflotatie, in de organische chemie als reductor en in de fotografie als vloeistof voor zwart-witfoto's om ze sepia te maken.

## Toxicologie en veiligheid
Natriumsulfide ontleedt bij verbranding, bij contact met zuren of water, met vorming van giftige en corrosieve gassen, die ook het brandgevaar verhogen. De oplossing in water is een corrosieve sterke base en ze reageert hevig met zuren onder vorming van het giftige gas waterstofsulfide. Natriumsulfide reageert hevig met oxiderende stoffen.
Natriumsulfide is corrosief voor de ogen, de huid en de luchtwegen. Aanraking met de huid kan ontstekingen en brandwonden veroorzaken.